# 金阳站
金阳站是一个属于贵阳市域环城快铁的铁路车站，位于中华人民共和国贵州省贵阳市观山湖区云潭街道老湾塘路和林城西路交叉路口以西。
本站于2022年3月30日随贵阳市域环城快铁正式启用。

## 图集

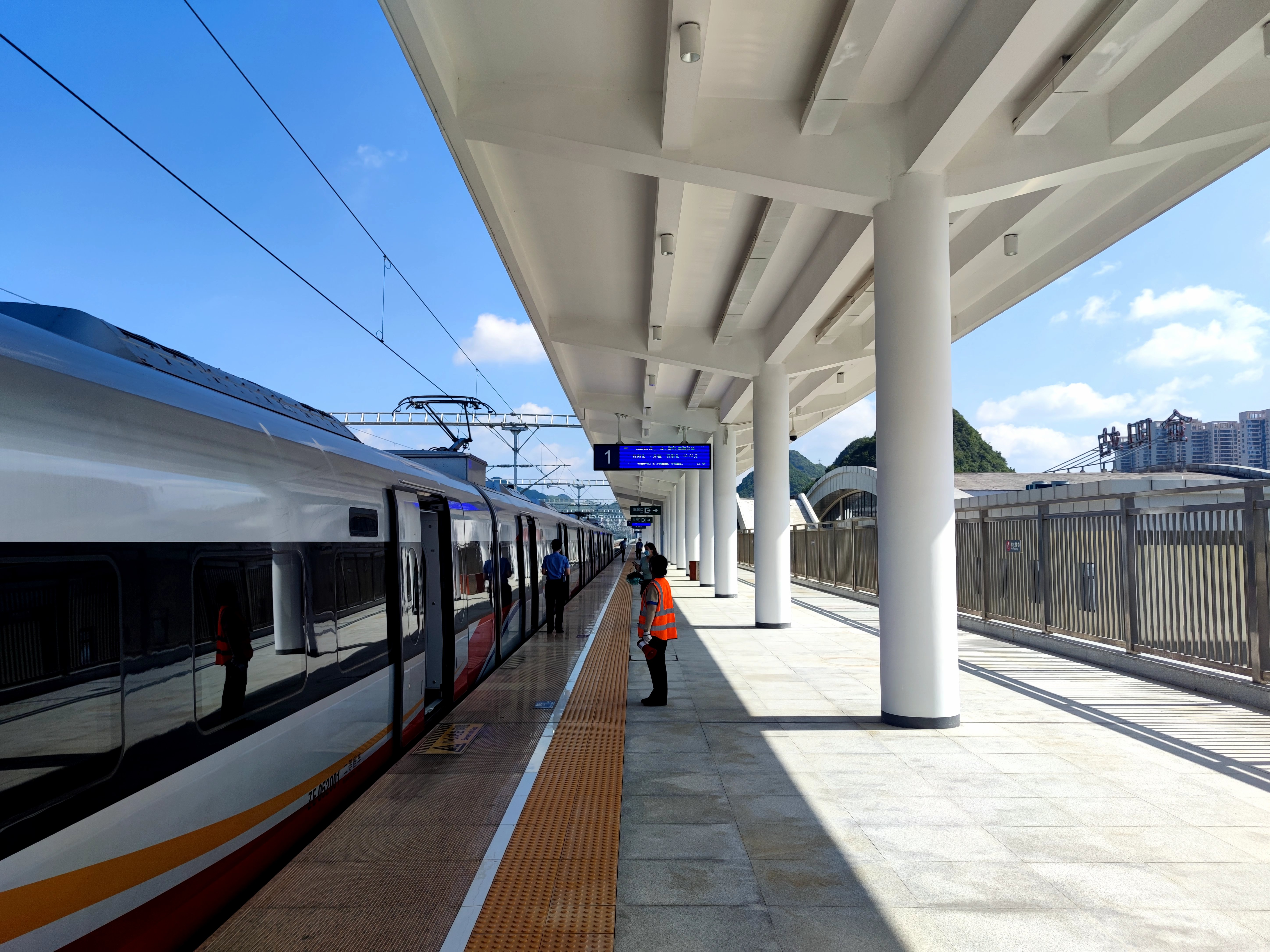
1站台